# Burchard de Worms
Pour les articles homonymes, voir Burchard et Worms.
Burchard de Worms, né vers 965 et mort le 20 août 1025, fut évêque de Worms et chroniqueurd'un recueil de droit canon en vingt volumes, le Collectarium canonum ou Decretum, aussi connu sous le nom de décret de Burchard de Worms.

## Vie
Burchard de Worms est né aux alentours de 950 et est mort à Worms, le 20 aout 1025. Il est issu d’une famille noble, originaire de Hesse en Allemagne. Élevé à Coblence, il fut ordonné diacre par l'archevêque Willigis  de Mayence. Ensuite, l'empereur Otton III le fit nommer évêque de Worms, nomination que confirma Willigis. Burchard fit reconstruire les remparts de la ville et fut à l'origine de la fondation de nombreux couvents, monastères et églises des environs, dont Saint-Paul de Worms, sur les ruines du fort d'Othon de Catinthie son ennemi, et la cathédrale Saint-Pierre. Il sera connu pour sa discrétion et son impartialité ainsi que pour son travail pour le bien spirituel des croyants qu’il encadre. Burchard de Worms va marquer le XIe, car avec lui commence une avancée remarquable dans la quantité mais aussi dans la qualité des collections du droit canon.
Il laisse à sa mort en 1025 une chemise de crin et une chaîne de métal à sa sœur, comme memento mori.

## Collectarium canonum
L'évêque de Worms a divisé son recueil en vingt livres, et bien qu'il ait reproduit les deux tiers du traité de Réginon de Prüm (670 articles), il l'a composé dans un tout autre esprit. Ce livre était le plus important avant le Décret de Gratien. Son nom, Burchardus, a donné le mot « brocard », désignant un adage juridique.
La plus grande œuvre de Burchard de Worms est bien entendu son Decretum, qui est une œuvre de la collection canonique de la Réforme grégorienne. Il compile ce décret aux alentours de 1010 pour son clergé, ouvrage qui aura par la suite une grande influence dans le monde chrétien occidental. Ce travail a une vraie dimension encyclopédique et a pour but de montrer aux chrétiens l’ordre à suivre. Avec ce Decretum, Burchard de Worms a tenté de codifier le droit canon, celui-ci étant très complexe car les sources de ce droit sont nombreuses (le Bible, les décrets des conciles, les décrets du Pape et la loi civile à Rome). Ce décret sera par la suite très utilisé dans les écoles et les universités à la fin du Moyen-Âge. De plus, il sera l’une des sources du Décret de Gratien de 1140. Le Decretum aura même une version imprimée à Paris en 1490.
Le Decretum est composé de 20 livres. Ceux-ci sont composés de descriptions pratiques et de rites de pénitences mais surtout destiné à la pratique épiscopale. Le but de Burchard de Worms était de faciliter  l’application de la justice canonique et de laisser aux personnes qui appliquent la loi de faire leur travail seul et correctement, grâce à des règles et des lois claires.
Ce Décretum a semé différentes controverses. Tout d’abord, Burchard de Worms s’est inspiré de différents travaux antérieurs qu’il a quelque peu changés pour rendre cela plus compréhensible pour les chrétiens de l’époque. C’est une réelle adaptation des textes. Il faut tout de même faire attention, car l’évêque de Worms ne cite que trop peu souvent ses sources. C’est la première controverse, car à cette époque certains l’accuseront même d’avoir mal fait son travail. Ensuite, pour un certain nombre de fidèles, ce texte constituait un trop grand changement dans leur manière de vivre et de penser, car au même moment dans le monde, les secteurs social, politique et culturel étaient eux aussi en changement. Dans ce contexte, il était donc naturel de retrouver aussi un renouvellement dans l’Église, et surtout dans la justice de celle-ci. C’est dans ce domaine que le décret de l’évêque de Worms a une grande importance.

## Œuvres
- Burchardi, Wormociensis Ecclesiæ Decretorum libri xx (Coloniæ 1548, in-4, Paris, 1549. II y a aussi une édition in-8).

La date de 1020 est indiquée par le recueil lui-même dans son titre ; selon Walter, il aurait été composé de 1012 à 1023.
- Opera omnia. Brepols, Turnholt 1970 (Repr. d. tomê, Paris, 1853)

Traductions
- (pt-BR) Bragança Júnior, Álvaro & Birro, Renan M. (2016). O Corrector sive Medicus (ou Corrector Burchardi, ou Da poenitentia, c.1000-1025) por Burcardo de Worms (c.965-1025): apresentação e tradução latim-português dos capítulos 1-4, além das "instruções" de penitência 001 a 095, Revista Signum 17 (1), pp.266-309.
- (fr) Gagnon, François (2010). Le Corrector sive Medicus de Burchard de Worms (1000-1025): présentation, traduction et commentaire ethno-historique. Dissertação. Montréal: Université de Montréal, 2010.
- (en) Shiners, John (2009). Burchard of Worms’s Corrector and Doctor (c. 1008-12) In: Shiners, John (ed.). Medieval Popular Religion, 1000-1500: A reader. 2. ed. Toronto: University of Toronto Press, pp.459-470.
- (it) Picasso, Giorgio; Piana, Giannino; Motta, Giuseppe (1998). A pane e acqua: peccati e penitenze nel Medioevo - Il «Penitenziale» di Bucardo di Worms. Novara: Europia.
- (en) McNeill, John & Garner, Helena (1965). Medieval Handbooks of Penance. New York: Octagon Books, pp.321-345.